# Laura Osnes
Laura Ann Osnes (née le 19 novembre 1985) est une actrice et chanteuse américaine connue pour son travail sur la scène de Broadway. Elle a joué des premiers rôles tels que Sandy dans Grease, Nellie Forbush dans South Pacific, Hope Harcourt dans Anything Goes et Bonnie Parker dans Bonnie and Clyde, pour lequel elle été nommée pour un Tony Award de la meilleure actrice dans une comédie musicale. Elle a également joué dans le rôle-titre de Rodgers et Hammerstein Cinderella à Broadway, pour lequel elle a reçu un Drama Desk Award et sa seconde nomination pour un Tony Award de la meilleure actrice dans une comédie musicale.

## Filmographie

### Télévision

#### Téléfilms
- 2020 : Escapade royale à Noël (One Royal Holiday) de Dustin Rikert : Anna Jordan
- 2021 : Christmas in Tahoe : Claire Rhodes